# Dörr- och fönsterskatt

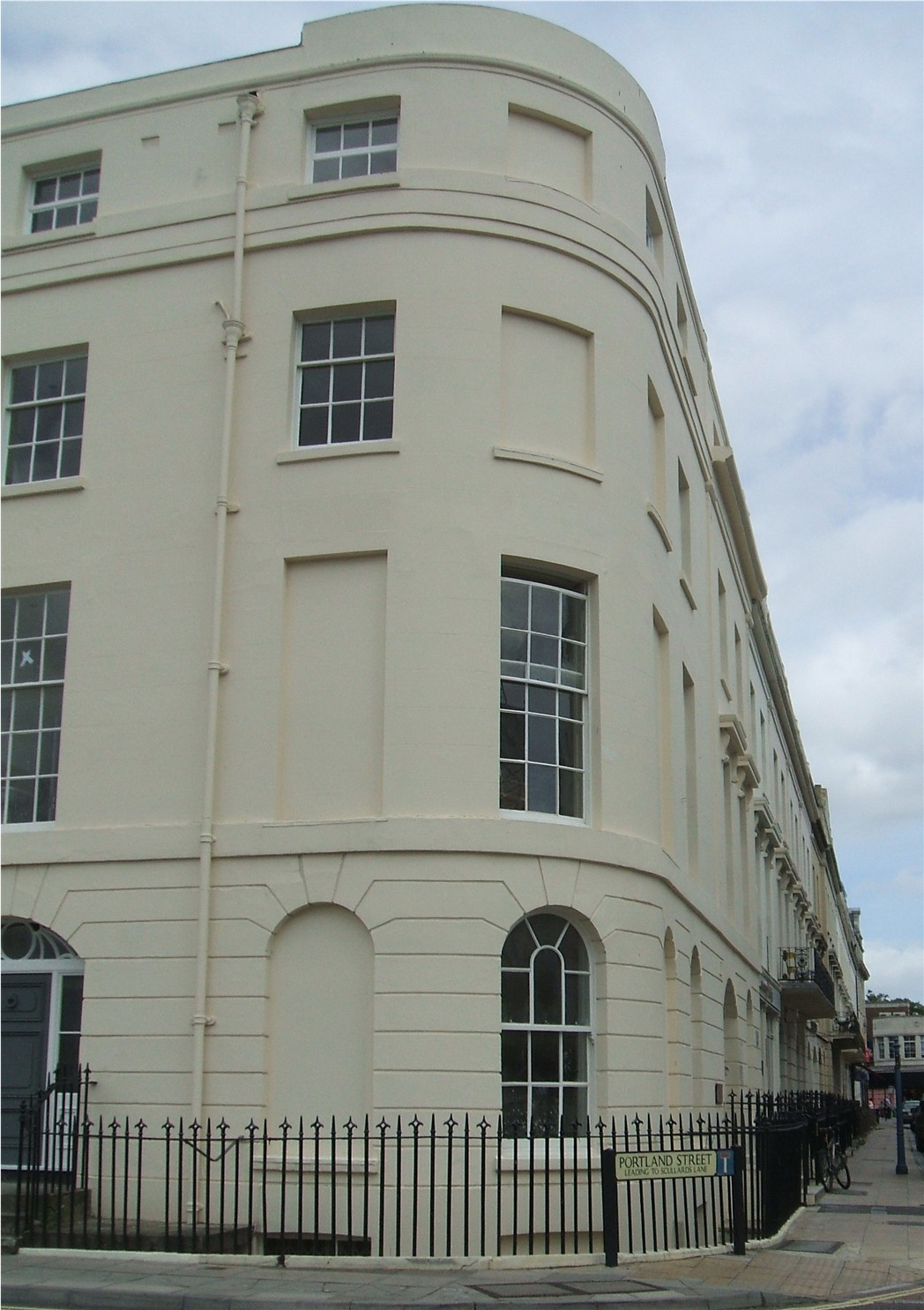
Ett hus i Southampton, England där flera fönster murats igen. Detta var ett sätt att minska betalningen av den brittiska fönsterskatten, som togs ut 1696-1851.

Dörr- och fönsterskatt var en skatt på byggnader där man fick skatta efter hur många dörrar och fönster byggnaden hade. Skatten var en typ av fastighetsskatt. Dörr- och fönsterskatt har funnits i flera länder. Fördelen med den var att den speglade storleken på byggnaden utan att man var tvungen att gå in i huset. Nackdelarna var dels att den endast var ett grovt mått på byggnadens storlek, dels att den påverkade arkitekturen vid nybyggnader.

## Sverige
Skatten infördes i Sverige genom 1743 års bevillningsförordning och fanns fram till 1809-1810 års förordning. 
När skatten infördes fick man betala 16 öre per fönster i Stockholm, tolv i större städer, åtta i mindre städer och tre på landsbygden. Allmogen kunde få nedsättning till tre öre. Manskapet i armén var befriat från skatten.